# Jürgen Geier
Jürgen Friedrich Geier (* 5. Mai 1940) ist ein Vizeadmiral außer Dienst der Marine der Bundeswehr. Er war stellvertretender Oberbefehlshaber der NATO-Streitkräfte im Ostatlantik.

## Leben
Geier legte 1959 sein Abitur am Gymnasium am Krebsberg in Neunkirchen im Saarland ab. Im selben Jahr trat er in die Bundeswehr ein. In der Crew IV/59 wurde er als Offizieranwärter zum Offizier des Truppendienstes der Marine ausgebildet. 1963/64 war er Navigations- und Ortungsoffizier auf der Köln. Von da an diente er als Wachoffizier auf Torpedobooten und wurde später noch Torpedobootkommandant. Ab 1968 war er für zwei Jahre A31 bei der Schnellbootflottille in Flensburg. 1970/71 war er in Frankreich an der École supérieure de guerre navale. 1972 wurde er im Vorbereitungsstab für die Bundeswehrplanübung eingesetzt und ging dann bis 1975 als Begleitoffizier MM 38 an die Deutsche Verbindungsstelle nach Frankreich. Von 1975 bis 1979 war Geier als Fregattenkapitän Kommandeur des 3. Schnellbootgeschwaders und war dann für ein Jahr A3 bei der Schnellbootflottille. Von 1981 bis 1984 war er als Arbeitsbereichsleiter Rüstung im Planungsstab am Bundesverteidigungsministerium in Bonn. Anschließend besuchte er 1985 das Royal College of Defence Studies in Großbritannien. 1986 wurde er dann Kommandeur der Schnellbootflottille und ab Oktober 1987 Admiral Marinerüstung im Marineamt. Am 30. September 1990 gab er den Posten ab. Er wurde als Flottenadmiral Chef des Stabes und Stellvertreter im Marineamt. Anschließend war er vom 1. Oktober 1991, nun als Konteradmiral, bis 1996 Amtschef des Marineamtes in Wilhelmshaven.
2000 ging er als Deputy Commander-in-Chief Regional Headquarters East Atlantic (RHQ EASTLANT) / Allied Naval Forces North (NAVNORTH) der NATO; Northwood (Großbritannien), in den Ruhestand.
Geier wohnt in Sande bei Wilhelmshaven und ist verheiratet.